# (26081) 1980 PT1
1980 بي تي 1 (ويعرف أيضًا باسم (26081) 1980 بي تي 1 وفق تسمية الكوكب الصغير) (بالإنجليزية: 1980 PT1)‏ هو كويكب ضمن حزام الكويكبات؛ وترتيبه 26081 من حيث الاكتشاف.
اكتُشف هذا الجُرم الفلكي بواسطة ريتشارد مارتن ويست في 6 أغسطس 1980.

## وصلات خارجية
- (26081) 1980 PT1 في قاعدة بيانات مختبر الدفع النفاث لأجرام النظام الشمسي الصغيرة

- الاكتشاف · مخطط المدار ·  العناصر المدارية · المعلمات المادية

- (26081) 1980 PT1 على موقع ويكي سكاي: DSS2, SDSS, GALEX, IRAS, Hydrogen α, X-Ray, Astrophoto, Sky Map, Articles and images